# Li Jü (író)
Li Jü (Li Yu) (hagyományos kínai: 李漁; egyszerűsített kínai: 李渔; pinjin hangsúlyjelekkel: Lǐ Yú; magyar népszerű: Li Jü; adott neve: Hszien-lü (Xiānlǚ) 仙侣, írói neve: Li-veng (Lìwēng) 笠翁) (Zsukao, 1611 – Hangcsou, 1680) kínai író, színi direktor, színműíró, színész, könyvkiadó. Csekao (Zhigao)ban 雉皋 (a mai Csiangszu (Jiangsu) tartományban található Zsukao (Rugao) 如皋) született 1611-ben, és 1680-ban Hangcsou (Hangzhou)ban hunyt el.

## Élete
Li Jü (Li Yu) jómódú családba született, akiknek nem csak fontos volt fiuk taníttatása, de ez módjukban is állt. 1635-ben, vagyis huszonnégy esztendős korában tette le az első hivatalnoki vizsgáját, így „virágzó tehetség”, azaz hsziu-caj (xiucai) 秀才 lett. További tíz esztendőt szánt arra az életéből arra, hogy felkészüljön a következő hivatalnoki vizsgán történő megmérettetésre, de hiába próbálkozott többször is, nem sikerült neki. Ekkor a politika, a történelmi események alakulása is közbeszóltak, ugyanis 1644-ben a kínai birodalom trónját elfoglalták a mandzsuk, és megalapították a Csing (Qing)-dinasztiát. Li Jü (Li Yu) ekkor úgy határozott, hogy végleg felhagy a további próbálkozással, és lemond a hivatali karrierről.

Li Jü (Li Yu) a fő művének számító regényével, amely A szerelem imaszőnyegén (Zsou pu tuan (Rou pu tuan) 肉蒲團 / 肉蒲团) címen vált ismertté a Ming-dinasztia bukása előtt tíz évvel, 1634-ben készült el. A páratlan tehetségű fiatalember ekkor csupán huszonhárom esztendős volt. Az sem kizárt, hogy a vizsgáinak kudarcát éppen az oly népszerűvé vált, ám botrányos könyve okozta. Az első kiadás bevezetőjének írója csupán annyit árul el magáról, hogy „klubtag”. Ebből arra lehet következtetni, hogy a kiadás költségeit az akkoriban virágzó irodalmi klubok valamelyike vállalhatta magára. A Csing (Qing)-dinasztia uralkodásának első harminchat esztendejében Li Jü (Li Yu) tanúja lehetett könyve üldöztetésének. Nincs arra vonatkozó információ, hogy saját maga részt vett-e az illegális kiadványok kinyomtatásában és terjesztésében, de annyi bizonyos, hogy dacolva a császári tiltásokkal, nem ritkán erotikus fametszetekkel illusztrálva többször is megjelent regénye.

A hivatalhoz élete végéig nem jutott Li Jü (Li Yu) a szabad írástudók, művészek életét élte. A mandzsu uralom megszilárdulását követően vándorolni kezdett. Családját gondjaikkal hátrahagyva nekivágott, hogy pártfogókat és mecénásokat keressen. Ehhez Li Jü (Li Yu) egy sajátos megoldást választott. Ahhoz, hogy a rangos hivatalnokokat és a gazdag kereskedőket támogatásra bírja, színtársulatot szervezett. Mintegy tucat színésznőt gyűjtve maga köré vándorútra kelt. Az előadott darabokat saját maga írta és tanította be, és olykor maga is színpadra lépett. A feljegyzések tanúsága szerint produkcióinak mindig hangos sikere volt. Ekkoriban születtek színdarabjai, melyek közül sok mérvadóvá vált a klasszikus kínai színjátszásban. A direktorsággal felhagyva, továbbra is szegényen 1648-ban eladta családi birtokát, és a pénzen egy kis házat vett Hangcsou (Hangzhou)ban, a Nyugati Tó partján, csodálatos környezetben. Ekkor vette fel a Tóparti Szalmakalapos Halász (Hu-sang Li-veng (Hushang Liweng)) 湖上笠翁 költői nevet. 1657-ben Pekingbe látogat, majd Nankingban telepedik le. Li Jü (Li Yu) új otthonában könyvkiadással és könyvkereskedéssel foglalkozott. A nyughatatlan vándor 1666-ban ismét útra kel, és Hszi'an (Xi'an)ban egy híres mecénás fogadja be. 1670-ig ismét vándor színtársulat szervezésével és az előadások szervezésével foglalkozik. Anyagi gondok miatt 1674-ben eladja nankingi házát, és ismét Hangcsou (Hangzhou)ba költözik. 69 éves korában itt is halt meg.

## Fő művei

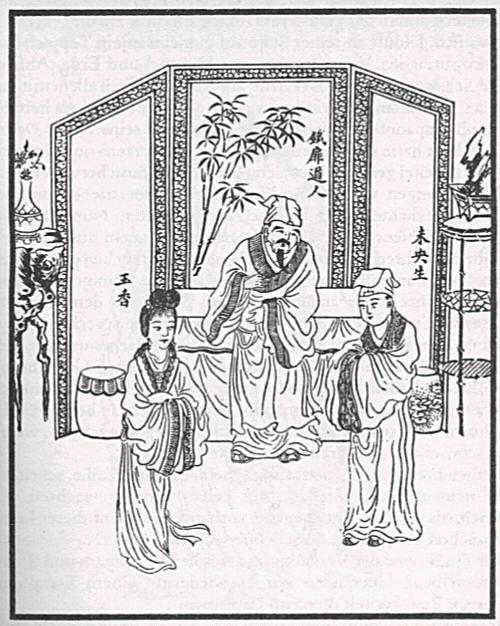
A szerelem imaszőnyegén egyik illusztrációja.

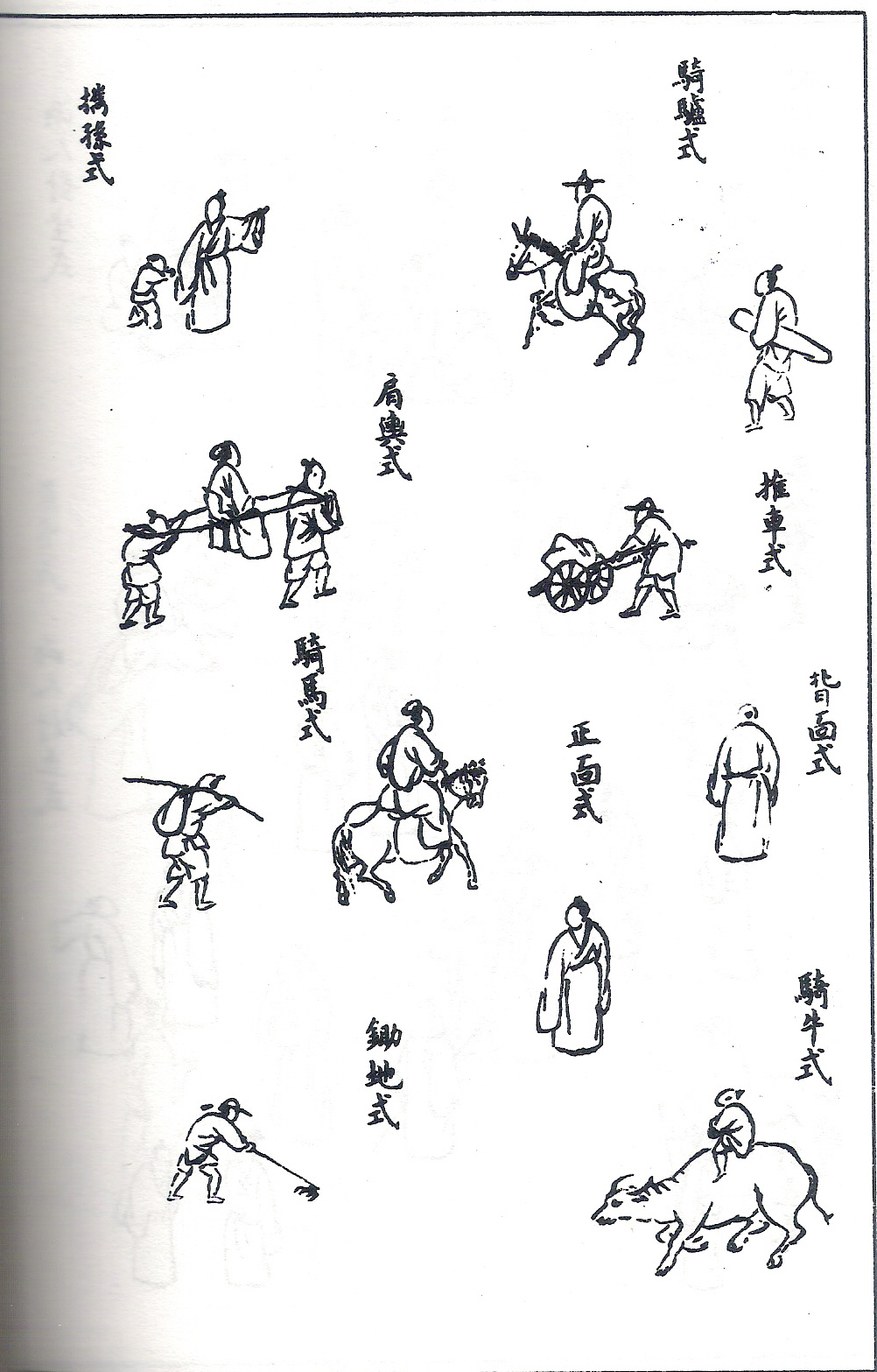
A Mustármag Kert festészeti kézikönyv egyik lapja.

Li Jü (Li Yu) mindössze 23 éves volt, amikor elkészült A szerelem imaszőnyege (Zsou pu tuan (Rou pu tuan) 肉蒲團 / 肉蒲团) című regényével, amely remek és szokatlan stílusával, izgalmas cselekményszövésével azonnal megnyerte a déli írástudó körök és az irodalmár kortársak tetszését. Talán A szerelem imaszőnyege az egyetlen olyan klasszikus kínai regény, amelyik képes elszakadni a korabeli regények pikareszk jellegétől és szerkezetétől. Fejezetei szilárdan és következetes logikával követik egymást, amely a kezdetektől fogva egy nagy ívű drámai kifejletet, egy életpálya kicsúcsosodását sejteti. A regény főszereplője Vej-jang Seng (Weiyang Sheng) 未央生, azaz az Éjfél Előtti Tanítvány, aki a testi gyönyörök hajhászásával tulajdonképpen egy lelki fejlődés stációit járja végig, melynek kiteljesedéseként megtér egykori mesteréhez, a buddhista Magányos Csúcshoz, hogy „harag nélkül haladjon tovább az üdvösséghez vezető széles szantálfa ösvényen”. Miklós Pál, a magyar nyelvű kiadás utószavának szerzője nem kevesebbet állít, minthogy a klasszikus európai irodalomtörténeti fogalmak szerint a mű „fejlődésregény”. Ezt a véleményét arra alapozza, hogy Li Jü (Li Yu) regényének főhőse fejezetről fejezetre megújul: „új tapasztalatai birtokában nő fel addig, hogy végső megoldásként elfogadja a Magányos Csúcs remetéje által javasolt megoldást, a buddhista magány és elmélkedés életformáját.”

Li Jü (Li Yu) az 1657-es pekingi látogatását követően, hazatérve Nankingba letelepszik, és a déli városkapu mellett egy kicsiny kertes házat vásárol. A birtoka aprócska voltára utalva, némi rezignációval nevezi el „Mustármag Kertnek” (Csie-ce Jüan (Jiezi Yuan) 芥子園 / 芥子园). Li Jü (Li Yu) ekkoriban könyvkiadással és könyvkereskedelemmel foglalkozott, és elhatározta, hogy elkészíti és kiadja a saját festőtankönyvét. Veje és a korban elismert festő barátai segítségével állította össze a kínai piktúra máig legismertebb tankönyvét. 150 monokróm metszet illusztrálja a tusfestés témák szerint bemutatott technikáit, az utolsó kötet pedig színes nyomású példákat tartalmaz. 1679-1701. között, 5 kötetben (csüan (juan) 卷) jelentette meg, A Mustármag Kert festészeti kézikönyve Csie-ce-jüan hua-csuan (Jieziyuan huazhuan) 芥子園畫傳 / 芥子园画传) címen. Világhírét gyakorlatilag ez a műve - amelynek kiadója és előszó-írója volt - teremtette meg.

## További művei
Li Jü (Li Yu) összesen 19 színművet írt, melyek zömét A szalmakalapos öreg tíz színműve (Li-veng si csung csü (Liweng shi zhong qu) 笠翁十种曲) című gyűjteménybe rendezte össze, ezenkívül számos regény is fűződik a nevéhez.
- Színművei: Naj ven tien (Nai wen tian) 《奈何天》、Pi-mu-jü (Bimuyu) 《比目鱼》、Sen csung lou (Shen zhong lou) 《蜃中楼》、Mej-zsen hsziang (Meiren xiang) 《美人香》、Feng-cseng vu (Fengzheng wu) 《风筝误》、Csen vu csiao (Zhen wu jiao) 《慎骛交》、Huang csiu feng (Huang qiu feng) 《凰求凤》、
Csiao tuan jüan (Qiao tuan yuan) 《巧团圆》、Ji csung jüan (Yi zhong yuan) 《意中缘》、Jü-szao-tou (Yusaotou) 《玉搔头》、Van nien huan (Wan nian huan) 《万年欢》、Tou csia csi (Tou jia ji) 《偷甲记》、Sze jüan csi (Si yuan ji) 《四元记》、Suang csuj csi (Shuang chui ji) 《双锤记》、Jü lan csi (Yu lan ji) 《鱼篮记》、
Van csüan csi (Wan quan ji) 《万全记》、Si cuo csi (Shi cuo ji) 《十错记》、Pu ta csi (Bu da ji) 《补大记》 Suang zsuj csi (Shuang rui ji) 《双瑞记》
- Regényei: Vu-seng hszi (Wusheng xi) 《无声戏》、Lien cseng pi csüan csi (Liencheng bi quan ji) 《连城壁全集》、Si-er lou (Sier lou) 《十二楼》、Ho csin huj ven csuan (He jin hui wen zhuan) 《合锦回文传》 stb.

## Magyarul
- A szerelem imaszőnyege. Erotikus regény a Ming-korból; angolból ford. Kiss Imre, jegyz., utószó Mi Po; Medicina, Bp., 1989